# 20862 Jenngoedhart
20862 Jenngoedhart este un asteroid din centura principală de asteroizi.

## Descriere
20862 Jenngoedhart este un asteroid din centura principală de asteroizi. A fost descoperit pe 1 noiembrie 2000 la Socorro, New Mexico, în cadrul proiectului LINEAR. Asteroidul prezintă o orbită caracterizată de o semiaxă mare de 2,24 ua, o excentricitate de 0,13 și o înclinație de 5,1° în raport cu ecliptica.